# (10007) Malytheatre
(10007) Malytheatre – planetoida z pasa głównego asteroid okrążająca Słońce w ciągu 5 lat i 212 dni w średniej odległości 3,15 j.a. Została odkryta 16 grudnia 1976 roku w Krymskim Obserwatorium Astrofizycznym w Naucznym na Półwyspie Krymskim przez Ludmiłę Czernych. Nazwa planetoidy pochodzi od „Małego Teatru” w Moskwie, najstarszego rosyjskiego teatru. Przed nadaniem nazwy planetoida nosiła oznaczenie tymczasowe (10007) 1976 YF3.